# August Sander
August Sander (* 17. November 1876 in Herdorf; † 20. April 1964 in Köln) war ein deutscher Fotograf. Er gilt als einer der wichtigsten und für die Porträtgeschichte einflussreichsten Fotografen des 20. Jahrhunderts. Mit seinem Werk Menschen des 20. Jahrhunderts schuf er ein „epochemachendes“ Fotoprojekt. Seine Bilder sind vornehmlich der dokumentarisch-sachlich-konzeptuellen Fotografie zuzuordnen.

## Leben

### 1876–1900: Entwicklung und Ausbildung
August Sander wurde als Sohn eines Grubenzimmerhauers geboren und wuchs im Kreis von sechs Geschwistern auf. Nach Abschluss der Volksschule arbeitete er als Haldenjunge auf dem Gelände einer Herdorfer Eisenerzgrube. Dort machte er die Bekanntschaft mit einem Siegener Berufsfotografen, der sein Interesse für die Fotografie auslöste. Mit finanzieller Hilfe seines Onkels kaufte er seine erste eigene Fotoausrüstung.
Einen weiteren Schritt auf dem Weg zu seinem späteren Beruf unternahm August Sander in Trier, wo er seinen Militärdienst (1897–1899) absolvierte. Nebenbei arbeitete er im Atelier von Georg Jung, wo er weitere Erfahrungen sammelte. Mit dessen Empfehlung ging er danach auf zweijährige Wanderschaft (1899–1901), die ihn laut den Erinnerungen seines Sohnes Gunther Sander u. a. nach Berlin, Magdeburg, Halle (Saale) und Leipzig führte. In Dresden besuchte er höchstwahrscheinlich die Malschule von Martin Schumann und/oder von Ernst Sonntag. Fotografieren, Zeichnen und Malen gehörte für Sander in dieser Zeit noch zusammen.

### 1901–1909: Auslandserfahrung und Familiengründung

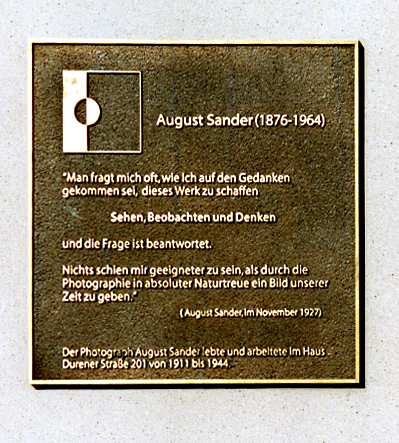
Gedenktafel in Köln-Lindenthal, Dürener Str. 201, wo August Sander von 1911 bis 1944 lebte

Für die Photographische Kunstanstalt Greif in Linz an der Donau arbeitete August Sander ab 1901 zunächst als Angestellter. Im folgenden Jahr übernahm er das Atelier gemeinsam mit seinem Teilhaber Franz Stukenberg. Auch die Heirat mit Anna Seitenmacher fiel in das Jahr 1902. Sohn Erich kam 1903 zur Welt. 1904 wurde August Sander Alleineigentümer des Atelier für bildmäßige Porträts, Landschafts- und Photographie in natürlichen Farben. Seine Fotografien wurden vielfach ausgestellt und ausgezeichnet. Von 1904 bis 1909 war er Mitglied des Oberösterreichischen Kunstvereins. 1907 wurde sein Sohn Gunther geboren. Nachdem der ältere Sohn Erich im Sommer 1909 schwer an Polio erkrankt war, gab Sander sein Geschäft im selben Jahr auf und siedelte mit der Familie nach Köln um.

### 1910–1926: Berufliches
1910 gründete August Sander zunächst in Köln-Lindenthal auf der Hillerstraße 61 ein Atelier. Die Zwillinge Sigrid und Helmut wurden geboren, doch nur das Mädchen überlebte. 1911 erfolgte der Umzug zur Dürener Straße 201 im selben Stadtteil und damit auch die Einrichtung eines geräumigeren Ateliers. Zeitgleich begann eine verstärkte Fortsetzung von August Sanders fotografischer Tätigkeit im Westerwald, bei der zahlreiche Arbeiten entstanden, die er später in sein Werk Menschen des 20. Jahrhunderts einbezog.
Im Ersten Weltkrieg wurde August Sander zum Landsturm einberufen und kehrte erst bei Kriegsende 1918 zurück. Während dieser Zeit führte Anna Sander den Betrieb weiter.
Zu Beginn der 1920er-Jahre kam August Sander in Kontakt mit der Gruppe Kölner Progressive und fand in diesem Kreis starke Resonanz. In engem Austausch stand er mit den Künstlern Franz Wilhelm Seiwert, der auch Sanders Firmensignet entwarf, mit Heinrich Hoerle, Gerd Arntz, Gottfried Brockmann, Otto Freundlich, Raoul Hausmann und Stanislaw Kubicki (Berlin), Hans Schmitz, Augustin Tschinkel (Prag/Köln) und Peter Alma (Amsterdam). Auch zu den Malern Jankel Adler, Otto Dix, Anton Räderscheidt und Marta Hegemann bestand eine engere Verbindung. Ihre Porträts, ebenso wie jene von Künstlern anderer Sparten, so etwa der Musik, Literatur, Baukunst und des Schauspiels, fanden sich in August Sanders großem Werk Menschen des 20. Jahrhunderts.

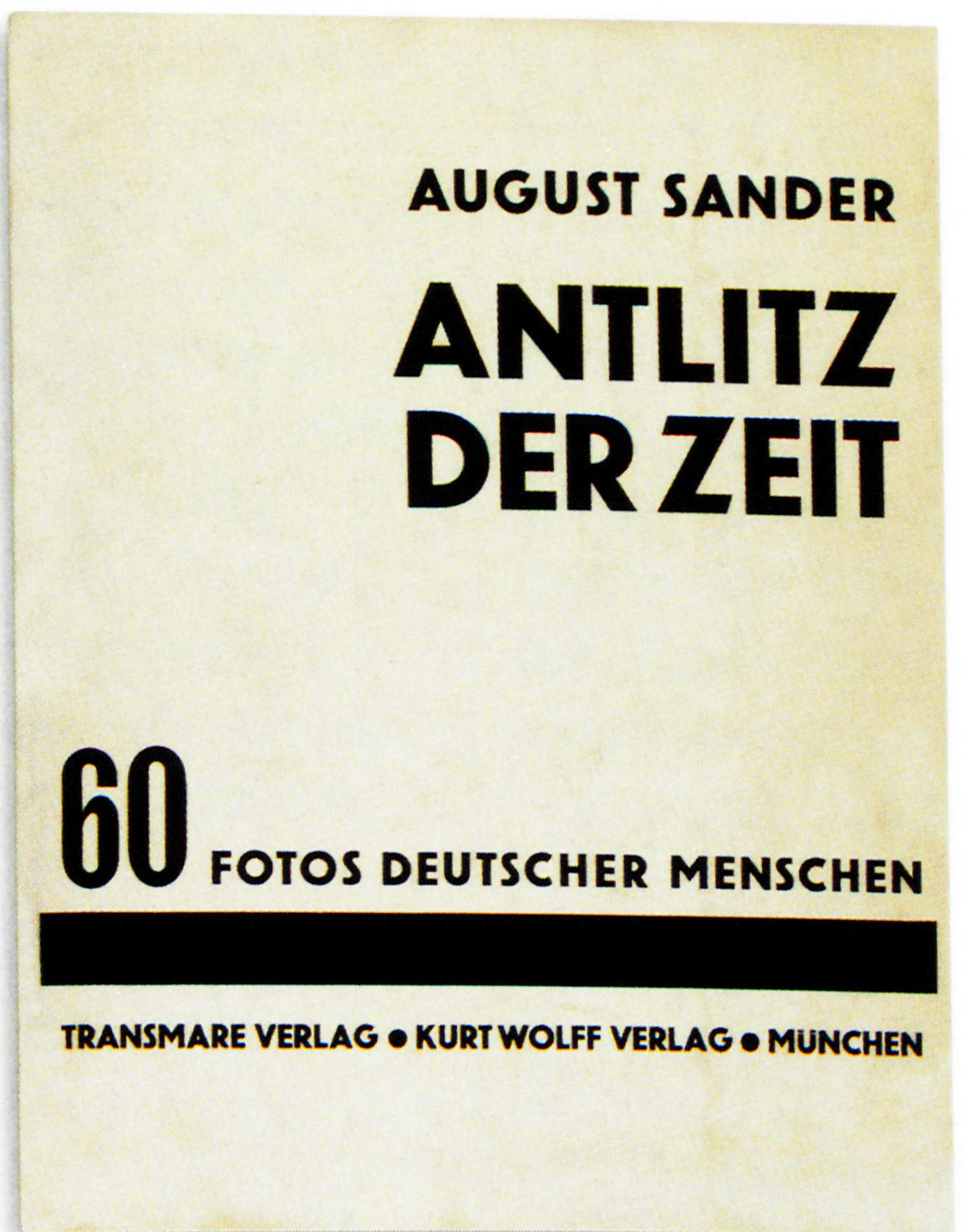
Antlitz der Zeit (1929)

### 1927–1941: Reiseerlebnisse und Bekanntwerden in der Öffentlichkeit
1927 unternahm August Sander mit dem Schriftsteller Ludwig Mathar eine knapp siebenwöchige Reise nach Sardinien, auf der etwa 300 Aufnahmen entstanden. Eine geplante Buchveröffentlichung über die Reise kam nicht zustande. Die von der Photographischen Sammlung/SK Stiftung erarbeitete Ausstellung August Sander: Sardinien. Photographien einer Italienreise 1927 rekonstruierte 2009 das Projekt.
Im November 1927 stellte August Sander sein großes Porträtwerk Menschen des 20. Jahrhunderts im Kölnischen Kunstverein erstmals öffentlich vor. Zwei Jahre später erschien der Bildband Antlitz der Zeit mit einer Auswahl von 60 Porträts aus Menschen des 20. Jahrhunderts. Fünf Jahre später verfügten die Nationalsozialisten einen Ausstellungsstopp und zerstörten die Druckstöcke.
1931 hielt August Sander in der Kölner Westdeutschen Rundfunk-AG (WERAG) eine sechsteilige Vortragsserie zum Thema Wesen und Werden der Photographie. Bislang (Stand 2018) wurde der fünfte Vortrag in Deutsch, Englisch und Französisch publiziert.
Zwischen 1933 und 1935 veröffentlichten die Verlage L. Schwann (Düsseldorf) und L. Horwarth (Bad Rothenfelde) sechs Hefte, in denen jeweils eine Region Deutschlands vorgestellt wurde: Die Eifel (1933), Bergisches Land (1933), Die Mosel (1934), Das Siebengebirge (1934), Die Saar (1934) und Am Niederrhein (1935). Die darin enthaltenen Aufnahmen von August Sander, teilweise auch von Erich Sander für den Familienbetrieb fotografiert, führten durch verschiedene Bildthemen mit den Schwerpunkten Landschaft und Architektur. Des Weiteren fertigte August Sander botanische Studien und Detailstudien, beispielsweise von Händen, und übernahm zahlreiche Aufträge in Industrie und Werbung.
Im Jahr 1934 wurde Sohn Erich, der an der Universität zu Köln Philosophie und Nationalökonomie studiert hatte, zu einer der Leitfiguren der ab 1933 verbotenen SAPD (Sozialistischen Arbeiterpartei Deutschlands). Er wurde denunziert, festgenommen und zu zehn Jahren Zuchthaus verurteilt.

### 1942–1946: Kriegsauswirkungen
Aufgrund der Kriegsereignisse war das Ehepaar Sander gezwungen, Köln zu verlassen. Ab 1942 vollzog sich schrittweise der Umzug in das Westerwalddorf Kuchhausen. 1944 wurde das Kölner Atelier durch Bombenangriffe zerstört, jedoch konnte August Sander den wichtigsten Teil des Archivs an seinen neuen Wohnort retten. Sohn Erich starb vor Ablauf seiner Haft an einem nicht behandelten, akuten Blinddarmdurchbruch im Siegburger Zuchthaus. 1946 zerstörte ein Brand zwischen 25.000 und 30.000 Negative, die noch im Keller nahe der ehemaligen Kölner Wohnung deponiert waren. Noch im selben Jahr begann August Sander mit einer umfangreichen Bilddokumentation über die kriegszerstörte Domstadt.

### 1947–1964: Ausstellungen und eigene Veröffentlichungen
Auf Anregung des Publizisten und Förderers der Fotografie, L. Fritz Gruber, wurde August Sander 1951 auf der zweiten photokina in Köln eine Retrospektive eingerichtet. Edward Steichen, Direktor der fotografischen Abteilung des New Yorker Museum of Modern Art (MoMa), besuchte ihn 1952 und erwarb aus seinem Archiv 50 Bilder zu unterschiedlichen Themen. Drei Jahre später fanden drei der Exemplare von August Sander Eingang in die von Edward Steichen kuratierte Wanderausstellung The Family of Man.
1953 kaufte die Stadt Köln das Werk Köln wie es war in 16 Bildmappen, inklusive 364 Negative. Die Fotografien stammten hauptsächlich aus den Jahren 1920 bis 1939. Posthum wurde das Projekt 1995 gemeinsam vom Kölnischen Stadtmuseum und dem August Sander Archiv, Kulturstiftung Stadtsparkasse Köln als Werkausgabe publiziert, die der originären Mappensequenz von August Sander entsprach.
1957 starb Anna Sander.
Zwei wichtige Publikationen erschienen in August Sanders späterer Schaffensphase:
- 1959 die dem Fotografen gewidmete November-Ausgabe der Kulturellen Monatsschrift du (#225) mit Texten von Golo Mann und Manuel Gasser sowie einem Wiederabdruck des 1929 in Antlitz der Zeit erschienenen Essays von Alfred Döblin, „Von Gesichtern, Bildern und ihrer Wahrheit“.
- 1962 das Buch August Sander. Deutschenspiegel. Menschen des 20. Jahrhunderts, mit einer Einleitung von Heinrich Lützeler.

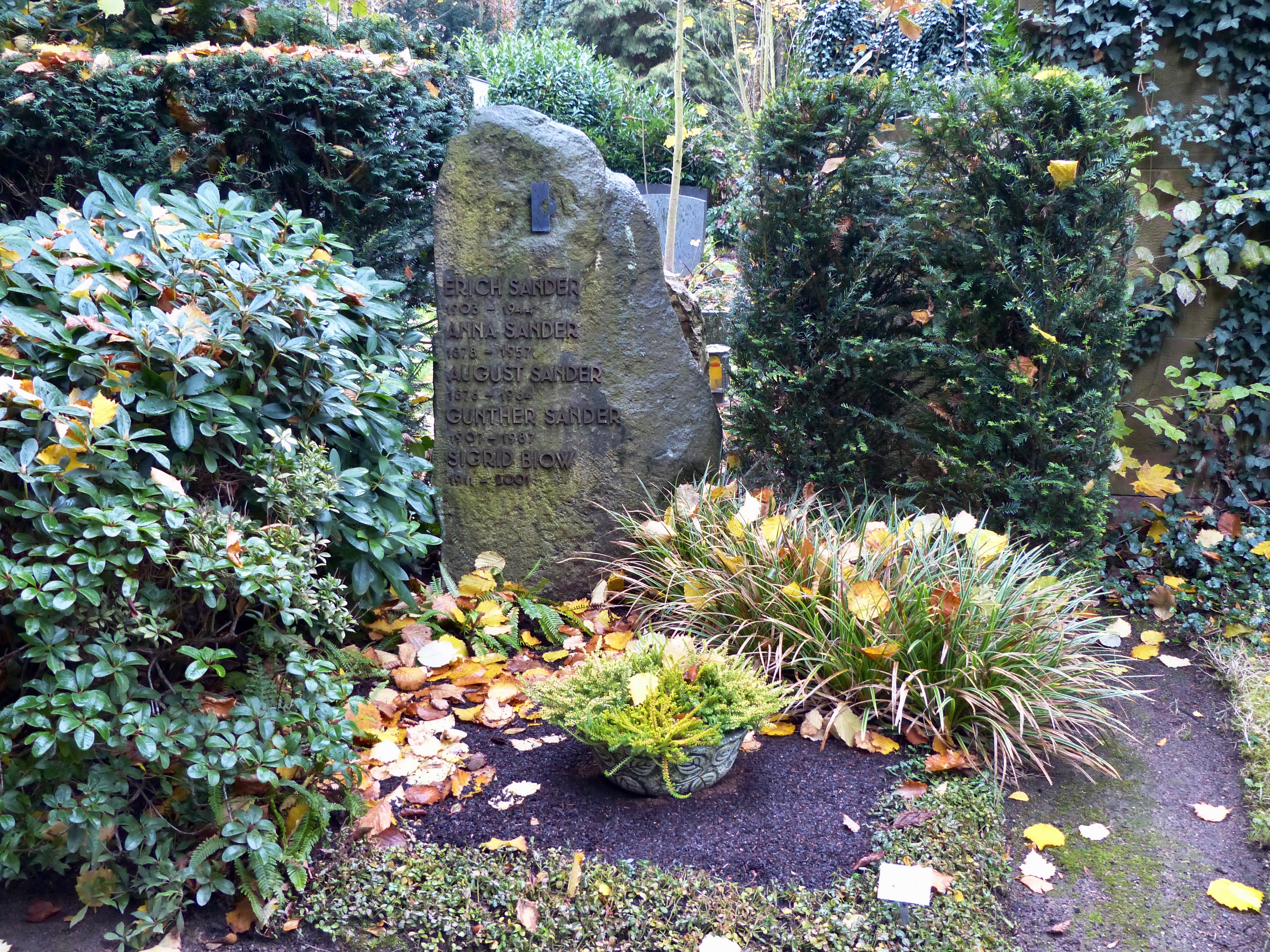
Sanders Grab auf dem Friedhof Melaten

Im Dezember 1963 wurde August Sander ins St. Anna Hospital in Köln-Lindenthal eingeliefert, wo er am 20. April 1964 infolge eines Schlaganfalls starb. Sein Grab befindet sich in Köln an der Seite seines Sohnes Erich Sander auf dem Melaten-Friedhof, Flur 87.

## Werk (Auswahl)

### Überblick
August Sanders Werk umfasst auch Landschafts-, Natur-, Industriearchitektur- und Stadtfotografie. Berühmt aber ist er hauptsächlich für seine Porträtkunst, wie sie exemplarisch in seinem Werk Menschen des 20. Jahrhunderts ausgeführt ist. Er gilt als bedeutender Wegbereiter einer neuen Richtung, die inzwischen als dokumentarisch-sachlich-konzeptuelle Fotografie bezeichnet wird. „Das Wesen der gesamten Photographie ist dokumentarischer Art“, schrieb Sander und formulierte damit einen Kernsatz seiner Arbeitsauffassung.
Dem Wesen und Werden der Fotografie forschte August Sander in seiner insgesamt rund 70-jährigen Tätigkeit beinahe in jeder Beziehung nach, sei es hinsichtlich der Technik, der Wahl oder Komposition eines Motivs oder in Bezug auf die Verwendung und den Kontext. Sein Werk zeugt von einer tiefen Auseinandersetzung mit seinem Medium, das er als exakte Photographie zu bezeichnen pflegte und mit dem er in absoluter Naturtreue ein Bild seiner Zeit zu geben versuchte. Sein Ziel war ein einzigartiges Werk von weitreichender kunst- und kulturhistorischer Dimension mit Vorbildfunktion.

### „Menschen des 20. Jahrhunderts“
Die Idee zu Menschen des 20. Jahrhunderts formulierte August Sander erstmals Mitte der 1920er-Jahre, allerdings mit der Vorstellung, auch früher entstandene Aufnahmen einzubeziehen. Für sein Kulturwerk in Lichtbildern plante er „7 Gruppen, nach Ständen geordnet und umfassend 45 Mappen mit je 12 Lichtbildern.“ Ab etwa 1925 trug der Fotograf über Jahrzehnte zahllose Porträts von Menschen unterschiedlichster Gesellschaftsschichten und Berufsgruppen zusammen, wobei die Grundeinteilung Der Bauer, Der Handwerker, Die Frau, Die Stände, Die Künstler, Die Großstadt und Die letzten Menschen stets unverändert blieb. Als Fundus diente Sander sein stetig anwachsendes Negativarchiv, das heute bezogen auf das Konvolut Menschen des 20. Jahrhunderts rund 180 Negative umfasst.
Ausschnitte des Werks wurden erstmals 1927 in einer Ausstellung im Kölnischen Kunstverein gezeigt und 1929 unter dem Titel Antlitz der Zeit. Sechzig Aufnahmen deutscher Menschen des 20. Jahrhunderts veröffentlicht. Mit diesem 60 Porträts umfassenden Bildbuch gelang es Sander, ein Gesellschaftsporträt seiner Zeit darzustellen, das auf die Reflexion des Individuellen in Beziehung zum Typischen der jeweiligen Gesellschafts- und Berufsgruppe sowie auf die Frage der gegenseitigen Beeinflussung von Mensch und Gemeinschaft abzielt. In seinem Essay, einbezogen in Antlitz der Zeit, schreibt Alfred Döblin:

„Wer blickt, wird rasch belehrt werden, besser als durch Vorträge und Theorien, durch diese klaren, schlagkräftigen Bilder und wird von den  anderen und von sich erfahren.“

Vergleichende Fotografie und unmittelbare Beobachtung lauten die Stichworte, die August Sanders methodische Vorgehensweise charakterisieren und auf sein Bemühen um vorurteilsfreie und wirklichkeitsnahe Darstellung hindeuten. Denn vor allem im Nebeneinander der Bildreihen sah er die Möglichkeit, typische Physiognomien und Körpersprachen unterschiedlicher Berufsstände, Geschlechter und Generationen sowie individuelle Erscheinungsweisen hervortreten zu lassen. „Da der Einzelmensch keine Zeitgeschichte macht, wohl aber den Ausdruck seiner Zeit prägt und seine Gesinnung ausdrückt, ist es möglich, ein physiognomisches Zeitbild einer ganzen Generation zu erfassen und zum Ausdruck im Photo zu bringen“, schreibt August Sander 1931. Dennoch sind es einzelne Bilder, die inzwischen zu den Ikonen aus seinem Werk zählen, so die Photographie Jungbauern, 1914, deren Titel Anlass zu Diskussionen bot und welche ein wesentlicher Ausgangspunkt des Romans Drei Bauern auf dem Weg zum Tanz des amerikanischen Schriftstellers Richard Powers ist. Beispielhaft sind des Weiteren die Photographien Boxer, 1929, Konditor, 1928, Handlanger, 1928, Revolutionäre (Alois Lindner, Erich Mühsam, Guido Kopp), 1929, Bürgerliche Familie, 1923, Corpsstudent, 1925, Großindustrieller (Kommerzienrat Arnold von Guilleaume), 1927 und Arbeitslos, 1928.
Von der großen Resonanz, die Antlitz der Zeit erhielt, zeugen viele Besprechungen, so beispielsweise von Kurt Tucholsky oder Walter Benjamin, der besonders auch auf die aufklärerische Wirkung des Porträtwerks vor dem Hintergrund der drohenden nationalsozialistischen Herrschaft hinwies, was sich heute wie eine Vorahnung auf das Kommende liest. Fünf Jahre später wurden die Druckstöcke zu Sanders Antlitz der Zeit von den Nationalsozialisten zerstört und der weitere Vertrieb des Buchs wurde eingestellt. Ein Berufsverbot, wie häufig zuvor vermutet, wurde jedoch nicht verhängt.
August Sander er- und bearbeitete sein Werk während seiner gesamten Schaffenszeit auf verschiedenen Ebenen, fand aber zu Lebzeiten nicht die Möglichkeit zu einer umfassenden und vollständigen Realisation. Ohnehin war ihm bewusst, dass ein endgültiger Abschluss seines Werks, das auf die Dokumentation eines gesellschaftlichen Zustands und seiner Veränderung angelegt ist, dessen Intention und Anlage widerspräche.
1971 erarbeitete sein Sohn Gunther Sander (1907–1987) mit der Zusammenstellung Menschen ohne Maske eine Annäherung an das originäre Vorhaben. Der Auszug umfasste 234 Motive. Zudem veröffentlichte er 1980 unter Hinzuziehung eines Textes von Ulrich Keller eine weitere, umfassendere Ausgabe von Menschen des 20. Jahrhunderts mit 431 Bildern. Eine Vielzahl von Neuabzügen entstand aus der Hand von Gunther Sander, während originale Abzüge aus dem Nachlass in den Kunstmarkt gelangten. Mitte der 1980er-Jahre erwarb unter anderem das Essener Museum Folkwang eine von Gunther Sander zusammengestellte Serie von posthumen Fotoabzügen, die sich motivisch auf das Projekt Menschen des 20. Jahrhunderts bezogen. Erst in den 1990er-Jahren stellte sich im allgemeinen Kunstgeschehen ein Bewusstsein für die Unterscheidung von originalen Abzügen aus der Hand der Fotografen bzw. Neuabzüge ein.
Zwischen 1992 und 2001 wurde der Bestand zum Werk Menschen des 20. Jahrhunderts und seine Entwicklung in der Photographischen Sammlung/SK Stiftung Kultur, Köln, weiter erforscht. Gerd Sander, der Enkel August Sanders, erarbeitete gemeinsam mit dem Photographen der Photographischen Sammlung/SK Stiftung Kultur, Jean-Luc Differdange, Neuabzüge auf Grundlage der originalen Negativglasplatten von August Sander, die für eine Neuauflage des Werks Menschen des 20. Jahrhunderts (2002) hinzugezogen wurden. Sämtliche 619 Motive, die für die Vorbereitung des Werks berücksichtigt wurden, befinden sich heute als Negativabzüge und teilweise als originale Fotografien aus dem Nachlass von August Sander im Bestand der Photographischen Sammlung/SK Stiftung Kultur, ebenso wie darüber hinausgehende Originale und Neuabzüge zum Werk von August Sander.
Aufgrund neuer Entdeckungen und Forschungserkenntnisse stellte das Kölner Team (Susanne Lange, Gabriele Conrath-Scholl und Gerd Sander) fest, dass die Zusammenstellung der Bilder und Mappen, die im 1980 herausgegebenen Band zur Darstellung kamen, nicht an allen Stellen mit den ursprünglichen Vorstellungen August Sanders übereinstimmten.
Die Neuausgabe orientierte sich vor allem an den originalen Beschriftungen der zum Werk Menschen des 20. Jahrhunderts erhaltenen rund 1.800 Negative, an Schriftstücken aus dem Nachlass des Fotografen ebenso wie an noch existierenden originalen Mappenabzügen und den darin dargestellten Bildausschnitten. Originale Mappenabzüge befinden sich insbesondere in der Photographischen Sammlung/SK Stiftung Kultur, im J. Paul Getty Museum, Los Angeles, im Museum of Modern Art, New York, in der Pinakothek der Moderne, München, im Museum Ludwig Köln/Sammlung Fotografie und im Museum für Kunst und Gewerbe, Hamburg. Die Sichtung sämtlicher Materialien führte zu einer Neuinterpretation, also einer revidierten Ausgabe in sieben Bänden, die sich jeweils einer der von August Sander entworfenen Gruppen widmen, dazu in verbesserter Druckqualität. 2010 wurden die Ergebnisse der sieben Bände nochmals in einem Band zusammengefasst.
2016 widmete der WDR August Sanders Porträtwerk einen Fernsehbeitrag.

### „Köln wie es war“
In 16 Mappen mit 408 Fotografien dokumentierte August Sander Köln in der Zeit von 1920 bis 1939. Dabei arbeitete er mit den Plattenformaten 13 × 18 cm und 18 × 24 cm, in einzelnen Nachkriegsaufnahmen auch im Filmformat 9 × 6 cm. Nachdem er das Projekt beendet hatte, veräußerte er das Mappenwerk im März 1953 an das Kölnische Stadtmuseum. 1988 wurden die Photos erstmals in einem Buch publiziert. Neue und bis dahin weitgehend unbekannte Informationen machten dann eine von der Erstveröffentlichung abweichende Neupublikation notwendig. Diese erschien 1995 mit einigen für die Werkgeschichte aufschlussreichen Aspekten.
In Vorbereitung einer weiteren Neuausgabe in Faksimilequalität wurden die Abzüge 2009 digitalisiert. Von den Glasnegativen lagen bereits seit längerer Zeit hochwertige Digitalisate vor. Reinhard Matz beschrieb die Entstehung der Köln-Mappen und ihre Ankaufs- und Publikationsgeschichte in einem Buch. Die aus der Reihe stammende Aufnahme Der Stadtwald zu Köln erzielte im November 2016 auf einer Auktion im Kunsthaus Lempertz 10.500 €.

## Nachlass
Nach dem Tod von August Sander übernahm sein Sohn Gunther Sander 1964 das hinterlassene Archiv. In dem Jahr 1984 übertrug Gunther Sander die Abzüge, Negative und sonstigen Gegenstände, die aus dem Nachlass von August Sander noch in seinem Besitz waren, seinem Sohn Gerd Sander. Dieser gründete im selben Jahr das August Sander Archive in New York City. 1987 ging der Nachlass von Gunther Sander an Gerd Sander. Im Dezember 1992 erwarb die Kulturstiftung – heute Photographische Sammlung/SK Stiftung Kultur – der Sparkasse KölnBonn das zwischen 1984 und 1992 zusammengestellte August Sander Archive unter dem Namen August Sander Archiv, für dessen Betreuung Gerd Sander bis 2011 Büroräume nutzen konnte. Die am Werk bestehenden Nutzungsrechte wurden in zwei Schritten von Gerd Sander an die Stiftung überschrieben. Sie liegen örtlich, inhaltlich und zeitlich unbeschränkt bis zum Ablauf der Schutzfrist am Ende des Jahres 2034 bei der Photographischen Sammlung/SK Stiftung Kultur und werden von dieser Institution gemeinsam mit der VG Bild-Kunst verwaltet.
Im Frühjahr 2017 meldete die Galerie Hauser & Wirth, dass sie den Nachlass (Estate) von August Sander international vertritt. Dies erwies sich als Missverständnis, da die Galerie gemeinsam mit der Galerie Julian Sander vielmehr die August Sander Family Collection vertritt, bestehend aus Originalabzügen sowie posthumen Abzügen von Gunther und Gerd Sander, die aus dem Besitz der Familie sowie aus deren Kunsthandelstätigkeit stammen, sowie die gesammelten Recherchen von Gerd Sander zu August Sanders Leben und Werk. Kooperationspartner ist hier die Kölner Galerie von Julian Sander, dem Urenkel von August Sander, und die von ihm gegründete August Sander Stiftung in Köln. Die Meldungen sorgten bei Sammlern und in den Medien, etwa in der Süddeutschen Zeitung, im Tagesspiegel und in der tageszeitung für Verwirrung, da zwischen Kunsthandel und wissenschaftlicher Bearbeitung nicht unterschieden wurde. Das August Sander Archiv ist seit Januar 1993 Teil der Kölner Photographischen Sammlung/SK Stiftung Kultur. Diese ist auf dem Kunstmarkt nicht tätig, sondern widmet sich der Bearbeitung des August Sander Archivs auf rein wissenschaftlichem bzw. musealem Weg.
Das Museum of Modern Art erwarb 2014 einen von sieben kompletten Sätzen Menschen des 20. Jahrhunderts von der Galerie Julian Sander, nachdem die Werkgruppe 2012 auf der São Paulo Biennale zum ersten Mal komplett gezeigt worden war. Dieses Konvolut stammte aus Familienbesitz und wurde von Gerd Sander im Rahmen seiner Vereinbarung mit der Stiftung City-Treff angefertigt. Der Erwerb durch das MoMA ergänzt die dort bereits bestehende Sammlung, die zum Teil als Geschenk von August Sander, zum Teil aus anderen Ankäufen und Schenkungen besteht.

## Auszeichnungen/Ehrungen

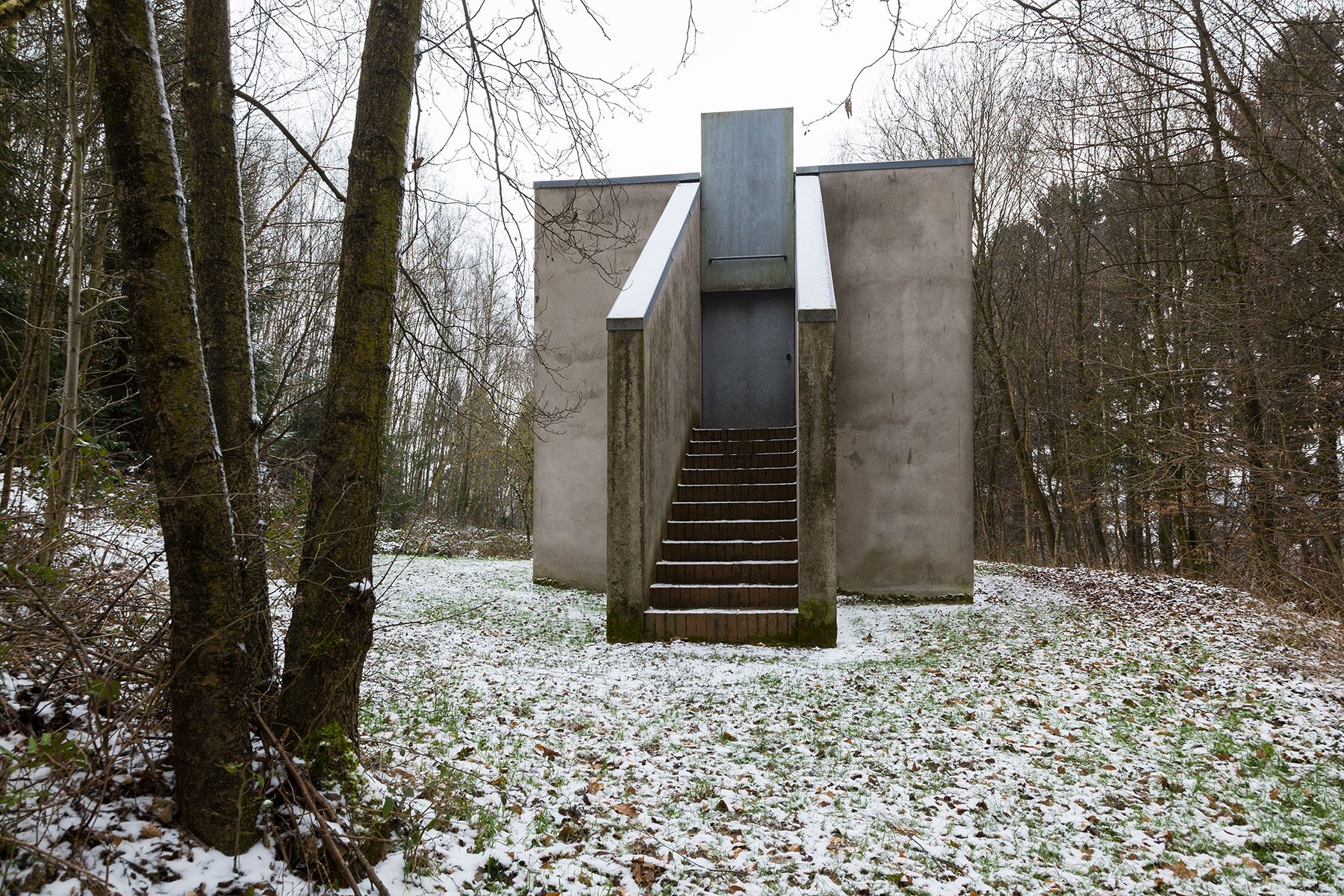
Hanspeter Demetz, Haus für August Sander, 1986/89, 550 × 550 × 550 – 250 × 550 × 110 cm, Massivbau, zementgrau verputzt. Standort: im Tal (Skulpturenpark) zwischen Hasselbach und Werkhausen

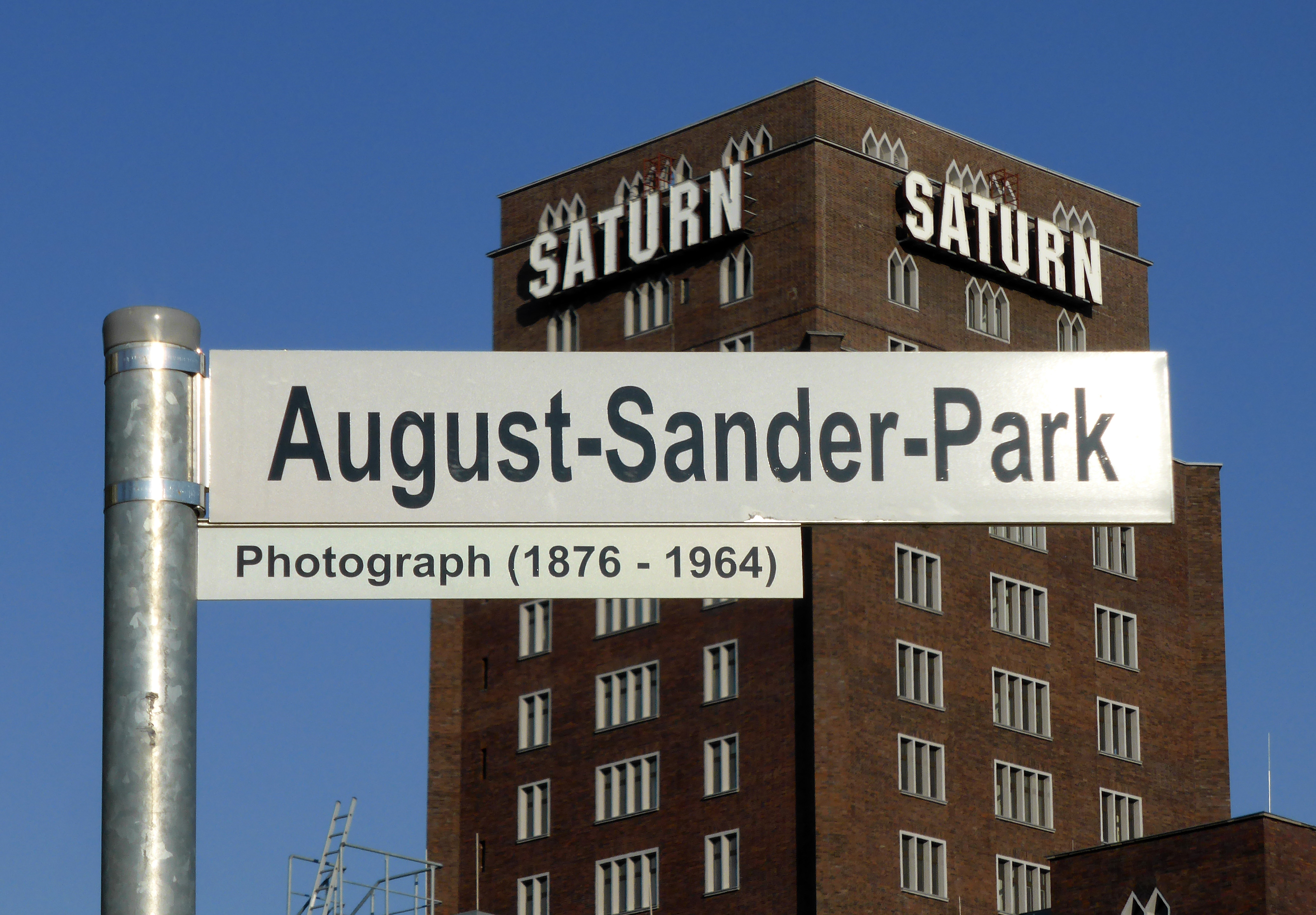
August-Sander-Park, Köln

### Zu Lebzeiten
- 1903: Bronzene Staats-Medaille bei der Oberösterreichischen Landes-Ausstellung in Linz
- 1903: Diplom anlässlich der großen internationalen Ausstellung für Fotografie in Mainz[40]
- 1904: Gold-Medaille für Dreifarbenfotografie bei der gewerblichen Ausstellung in Wels sowie Müller & Wetzig-Preis, Leipzig
- 1909: Auszeichnung der L. Gevaert & Cie AG
- 1958: Ehrenbürger von Herdorf[41]
- 1960: Bundesverdienstkreuz 1. Klasse
- 1961: Kulturpreis der Deutschen Gesellschaft für Photographie (DGPh)[42]

### Posthum
- 1986/89: Haus für August Sander, im Tal (Skulpturenpark) zwischen Hasselbach und Werkhausen[43]
- 2003: In Windeck (Ortsteil Leuscheid), August Sanders Wahlheimat, wurde am 4. Oktober der August-Sander-Platz eingeweiht.
- 2004: Am 4. November benannte sich die Berliner Berufsschule 1. OB/SL Friedrichshain in August-Sander-Schule um.[44]
- 2008: Der Merkurkrater „Sander“ wurde nach August Sander benannt.[45]
- 2014: Die Stadt Köln benannte im Mai 2014 den August-Sander-Park nach ihm. Dieser liegt hinter dem Gebäude der Photographischen Sammlung/SK Stiftung Kultur – August Sander Archiv, Im Mediapark 7.[46]
- 2017: Die Realschule plus in Altenkirchen (Westerwald) wurde am 27. Januar in August-Sander-Schule benannt.[47]
- 2018: Erstmals lobte die Photographische Sammlung/SK Stiftung Kultur – August Sander Archiv den August-Sander-Preis für Porträtphotographie aus.[48]

## Ausstellungen

### Einzelausstellungen (Auswahl)
- 1906: Große Ausstellung photographischer Bildnisse aus dem Atelier August Sander. Landhaus-Pavillon, Linz (Österreich)
- 1959: August Sander. Gestalten seiner Zeit. Deutsche Gesellschaft für Photographie, Köln

### Posthum
- 1971: August Sander. MoMA, New York
- 1980: August Sander. Photographs of an Epoch 1904–1959. Philadelphia Museum of Art, Philadelphia
- 1994: August Sander. In der Photographie gibt es keine ungeklärten Schatten! Puschkin-Museum, Moskau und weitere Stationen
- 1999: August Sander. Landschaftsphotographien. Die Photographische Sammlung/SK Stiftung Kultur, Köln
- 2001: August Sander. Menschen des 20. Jahrhunderts. Die Photographische Sammlung/SK Stiftung Kultur, Köln
- 2001: August Sander. German Portraits 1918–1933. J. Paul Getty Museum, Los Angeles
- 2005: August Sander. Linzer Jahre 1901–1909. Landesgalerie am Oberösterreichischen Landesmuseum, Linz an der Donau
- 2009: August Sander. Voir, observer et penser. Fondation Henri Cartier-Bresson, Paris
- 2014: August Sander. Meisterwerke und Entdeckungen. Die Photographische Sammlung/SK Stiftung Kultur, Köln
- 2017: Das Gesicht der Landschaft – Rhein und Siebengebirge. Siebengebirgsmuseum, Königswinter[49]
- 2018: August Sander. Persécutés / Persécuteurs des Hommes du XXe siècle. Mémorial de la Shoah, Paris
- 2018/19: August Sander – Meisterwerke. Die Photographische Sammlung/SK Stiftung Kultur, Köln
- 2019: August Sander – Photographs from "People of the 20th Century". 23.03.2019 – 23.06.2019, held in collaboration with the August Sander Archiv, La Virreina Centre de la Imatge, Barcelona
- 2023/2024: Sander Sardinia 1927. 40 wenig bekannte Fotographien, die auf einer Reise nach Sardinien im Jahr 1927 entstanden sind. Ausstellung in vier italienischen Kulturinstituten.[50][51]

### Gruppenausstellungen (Auswahl)
- 1914: Deutsche Werkbund-Ausstellung, Köln
- 1929: Fotografie der Gegenwart, Magdeburg
- 1930: Socialistische kunst heden, Stedelijk Museum, Amsterdam
- 1930: Internationale Ausstellung Das Lichtbild München, München
- 1930: Ausstellung der Vereinigung Kölner Fachfotografen im Kunstgewerbemuseum der Stadt Köln
- 1951: August Sander. Retrospektive, photokina, Köln
- 1955: The Family of Man. MoMA, New York und weitere Stationen

### Posthum
- 1980: August Sander: Fotografien von 1906–1945. Bernd und Hilla Becher: Fotografien 1961–1980. Ständige Vertretung der Bundesrepublik Deutschland, Berlin/Ost Vertretung der BRD
- 1982: Lichtbildnisse. Das Porträt in der Fotografie. Rheinisches Landesmuseum Bonn
- 1997: August Sander. Karl Blossfeldt. Albert Renger-Patzsch. Bernd und Hilla Becher. Vergleichende Konzeptionen. Die Photographische Sammlung/SK Stiftung Kultur, Köln
- 1999: Von Beuys bis Cindy Sherman. Sammlung Lothar Schirmer, Kunsthalle Bremen, Bremen
- 2000: Zeitgenossen. August Sander und die Kunstszene der 20er Jahre im Rheinland. Josef-Haubrich-Kunsthalle, Köln
- 2000: How you look at it. Fotografien des 20. Jahrhunderts. Sprengel Museum Hannover
- 2008: The Universal Archive. The Condition of the Document and Modern Photographic Utopia, Museu d’Art Contemporani de Barcelona (MACBA), Barcelona
- 2011: The Mad Square. Modernity in German Art 1910–1938. The Art Gallery of New South Wales, Sydney
- 2013: Von Mensch zu Mensch. Wilhelm Leibl & August Sander. Eine Kooperation des Wallraf-Richartz-Museums und der Photographischen Sammlung/SK Stiftung Kultur, Wallraf-Richartz-Museum, Köln und Station im Salzburg Museum, Salzburg
- 2022: Deutschland / 1920er-Jahre / Neue Objektivität / August Sander. Im Centre Pompidou Paris. Die Ausstellung endete am 5. September 2022.
- 2024/2025: Sachlich neu. Fotografien von August Sander, Albert Renger-Patzsch und Robert Häusser. In den rem-Stiftungsmuseen, Mannheim. Die Ausstellung lief vom 22. September 2024 bis zum 27. April 2025.[52]

### Dauerausstellung
- 1989: Haus für August Sander von Hanspeter Demetz, im Tal, Hasselbach/Werkhausen

## Veröffentlichungen
Zu Lebzeiten veröffentlichte Werke
- August Sander: Antlitz der Zeit. Sechzig Aufnahmen deutscher Menschen des 20. Jahrhunderts. Mit einer Einleitung von Alfred Döblin. Kurt Wolff Verlag / Transmare Verlag, München 1929.
- Bergisches Land. Text und Bilder von August Sander. Hrsg. von Joh. Gg. Holzwart, Reihe Deutsche Lande – Deutsche Menschen. L. Schwann Verlag, Düsseldorf o. J. [1933].
- Die Eifel. Text und Bilder von August Sander. Hrsg. von Joh. Gg. Holzwarth. Reihe Deutsche Lande – Deutsche Menschen. L. Schwann Verlag, Düsseldorf o. J. [1933].
- Am Niederrhein. Bilder und Vorwort von August Sander, Einleitung von Ludwig Mathar. Reihe Deutsches Land/Deutsches Volk. Bd. 1. L. Holzwarth Verlag, Bad Rothenfelde 1934.
- Die Mosel. Text und Bilder von August Sander. Reihe Deutsches Land/Deutsches Volk. Bd. 2. L. Holzwarth Verlag, Bad Rothenfelde 1934.
- Das Siebengebirge. Text und Bilder von August Sander. Reihe Deutsches Land/Deutsches Volk. Bd. 3. L. Holzwarth Verlag, Bad Rothenfelde 1934.
- Die Saar. Bilder von August Sander, Text von Josef Witsch. Reihe Deutsches Land/Deutsches Volk. Bd. 4. L. Holzwarth Verlag, Bad Rothenfelde 1934.
- August Sander photographiert: Deutsche Menschen. Texte von Alfred Döblin, Manuel Gasser und Golo Mann. In: du, Kulturelle Monatsschrift. 19. Jg., Nr. 225, Zürich 11/1959.
- August Sander: Deutschenspiegel. Menschen des 20. Jahrhunderts. Einleitung von Heinrich Lützeler. Sigbert Mohn Verlag, Gütersloh 1962.

Posthum herausgegebene Werke
- August Sander. Menschen ohne Maske. Mit einem biographischen Text von Gunther Sander und einem Vorwort von Golo Mann. C. J. Bucher-Verlag, Luzern / Frankfurt am Main 1971, ISBN 3-7658-0130-5; Sonderausgabe: Schirmer/Mosel, München 1976.
- August Sander. Rheinlandschaften. Photographien 1929–1946. Text von Wolfgang Kemp. Schirmer/Mosel, München 1974, ISBN 3-921375-00-2.
- August Sander. Menschen des 20. Jahrhunderts. Portraitphotographien 1892–1952. Ausgaben in den Sprachen Englisch, Italienisch, Japanisch. Hrsg. von Gunther Sander, Text von Ulrich Keller. Schirmer/Mosel, München 1980.
- August Sander: Photographs of an Epoch 1904–1959. Vorwort von Beaumont Newhall, Text von Robert Kramer. Aperture, New York 1980.
- August Sander: Die Zerstörung Kölns. Photographien 1945–1946. Hrsg. von Winfried Ranke, München 1985, ISBN 3-88814-164-8.
- August Sander: Köln, wie es war. Bearbeitet von Rolf Sachsse. Hrsg. von Werner Schäfke. Köln 1988.
- August Sander. Köln wie es war. Hrsg. vom Kölnischen Stadtmuseum und August Sander Archiv/Kulturstiftung Stadtsparkasse Köln. Texte von Susanne Lange und Christoph Kim. Amsterdam 1995.
- August Sander. Einführung von Susanne Lange. Hrsg. vom Centre National de la Photographie, Paris. Photo Poche. 64. Actes Sud, Arles 1995.
- August Sander: „In der Photographie gibt es keine ungeklärten Schatten!“. Publikation zur gleichnamigen von Gerd Sander konzipierten Ausstellung, Stationen: Staatliches Puschkin-Museum für bildende Künste, Moskau, Watari-um, Museum of Contemporary Art, Tokyo, Kunstmuseum Bonn, Centre National de la Photographie, Paris, Palais des Beaux-Arts, Brüssel, Stedelijk Museum, Amsterdam, Museo di Storia della Fotografia Fratelli Alinari, Florenz, National Portrait Gallery, London. Vorwort von Susanne Lange; Texte von Gerd Sander, Christoph Schreier. Ars Nicolai, Berlin 1994.
- August Sander. Photographien 1902–1939. Hrsg. von der Kulturstiftung der Länder in Verbindung mit der Kulturstiftung der Stadtsparkasse Köln. Texte von Susanne Lange und Gabriele Conrath-Scholl. Patrimonia 99, Berlin / Köln 1995.
- August Sander, Karl Blossfeldt, Albert Renger-Patzsch, Bernd und Hilla Becher: Vergleichende Konzeptionen. Texte von Susanne Lange, Gabriele Conrath-Scholl, Anne Ganteführer und Virginia Heckert. Hrsg. von Die Photographische Sammlung/SK Stiftung Kultur, Köln, Schirmer/Mosel, München / Paris / London 1997, ISBN 3-88814-757-3.
- August Sander. Landschaften. Text von Olivier Lugon. Hrsg. von Die Photographische Sammlung/SK Stiftung Kultur, Köln. Schirmer/Mosel, München / Paris / London 1999, ISBN 3-88814-797-2.
- August Sander 1876–1964. Hrsg. von Manfred Heiting. Text von Susanne Lange. Taschen, Köln / Madrid / London / New York / Paris / Tokyo 1999.
- Zeitgenossen. August Sander und die Kunstszene der 20er Jahre im Rheinland. Hrsg. von Die Photographische Sammlung/SK Stiftung Kultur, Köln. Texte von Birgit Bernard, Gertrude Cepl-Kaufmann, Anne Ganteführer-Trier, Wolfram Hagspiel, Klaus Wolfgang Niemöller, Louis Peters, Maria Porrmann, Gerd Sander, Eduard Trier und Arta Valstar-Verhoff; Vorworte von Susanne Lange und Hans-Werner Schmidt. Steidl Verlag, Göttingen 2000. ISBN 3-88243-750-2.
- August Sander. Menschen des 20. Jahrhunderts, Studienband. Hrsg. von Die Photographische Sammlung/SK Stiftung Kultur, Köln. Publikation zur siebenbändigen Neuauflage von August Sanders Werk Menschen des 20. Jahrhunderts. Konzipiert von Susanne Lange und Gabriele Conrath-Scholl. Schirmer/Mosel, München 2001, ISBN 3-8296-0024-0.
- August Sander. Menschen des 20. Jahrhunderts: Ein Kulturwerk in Lichtbildern eingeteilt in sieben Gruppen. Bearbeitet und neu zusammengestellt von Susanne Lange, Gabriele Conrath-Scholl und Gerd Sander. 7 Bände. Hrsg. von Die Photographische Sammlung/SK Stiftung Kultur. Schirmer/Mosel, München 2002, ISBN 3-8296-0006-2.
- August Sander. Linzer Jahre 1901–1909. Hrsg. Die Photographische Sammlung/SK Stiftung Kultur, Köln, und die Landesgalerie Linz am Oberösterreichischen Landesmuseum. Texte von Gabriele Conrath-Scholl, Martin Hochleitner und Susanne Lange. Schirmer/Mosel, München 2005, ISBN 3-8296-0217-0.
- August Sander: Menschen und Landschaften zwischen Sieg und Westerwald. Hrsg. von der Kreisverwaltung Altenkirchen in Zusammenarbeit mit der Photographischen Sammlung/SK Stiftung Kultur, Köln. Vorworte von Michael Lieber und Andreas Reingen; Text von Gabriele Conrath-Scholl. Köln 2008.
- August Sander. Sehen, Beobachten und Denken. Photographien. Fondation Cartier-Bresson, mit Texten von Gabriele Conrath-Scholl, Agnès Sire, August Sander. Schirmer/Mosel, München 2009, ISBN 978-3-8296-0443-7.
- August Sander: Sardinien. Photographien einer Italienreise 1927. Hrsg. Die Photographische Sammlung/SK Stiftung Kultur. Mit Texten von Gabriele Conrath-Scholl, Rajka Knipper, Albertus Mathar, Ludwig Mathar, Giorgio Pellegrini. deutsch/italienisch. Schirmer/Mosel, München 2009, ISBN 978-3-8296-0433-8.
- August Sander: Köln, wie es war. Emons Verlag, Köln 2009, ISBN 978-3-89705-694-7.
- August Sander. Menschen des 20. Jahrhunderts. Ein Kulturwerk in Lichtbildern, eingeteilt in sieben Gruppen. Hrsg. von Die Photographische Sammlung/SK Stiftung Kultur. Konzeption der bearbeiteten Neuausgabe von Gabriele Conrath-Scholl. Schirmer/Mosel, München 2010, ISBN 978-3-8296-0500-7.
- Von Mensch zu Mensch: Wilhelm Leibl & August Sander. Hrsg. von Marcus Dekiert, Roland Krischel, Wallraf-Richartz-Museum & Fondation Corboud. Mit Texten von Gabriele Conrath-Scholl, Götz Czymmek, Rajka Knipper, Roland Krischel. Hirmer Verlag, München 2013, ISBN 978-3-7774-2042-4.
- Wolfgang Kemp: August Sander: Rheinlandschaften. Photographien 1926–1946. Schirmer/Mosel, München 2014 (Neuauflage), ISBN 978-3-8296-0671-4 (Erstausgabe 1975, das erste Buch, das bei Schirmer/Mosel erschienen ist).[53]
- August Sander. Der Westerwald im Spiegel der Zeit. Hrsg. von der Kreisverwaltung Altenkirchen und der Sparkasse Westerwald-Sieg, in Zusammenarbeit mit der Photographischen Sammlung/SK Stiftung Kultur. Vorwort von Michael Lieber und Andreas Reingen; mit Texten von Gabriele Conrath-Scholl und Hanns-Josef Ortheil. Köln 2016, ISBN 978-3-9807956-3-0.
- August Sander. Das Gesicht der Landschaft – Rhein und Siebengebirge. Hrsg. vom Siebengebirgsmuseum der Stadt Königswinter, in Zusammenarbeit mit Die Photographische Sammlung/SK Stiftung Kultur, Köln. Grußwort Peter Wirtz; mit Texten von Gabriele Conrath-Scholl, Elmar Scheuren und Barbara Bouillon. Köln 2018, ISBN 978-3-00-058316-2.
- August Sander. Persecuted/Persecutors - People of the 20th Century. Hrsg. vom Steidl Verlag in Göttingen, in Zusammenarbeit mit Die August Sander Stiftung, Köln und die Shoah Memorial, Paris. ISBN 978-3-95829-511-7.

## Wissenschaftliche Konferenzen

### Interdisziplinäres Symposium
Im Rahmen der Ausstellung August Sander: Menschen des 20. Jahrhunderts in der Photographischen Sammlung/SK Stiftung Kultur – August Sander Archiv, Köln: 19. und 20. Oktober 2001.

### The August Sander Project
Ein auf fünf Jahre angelegtes Forschungsprojekt des Museum of Modern Art in New York in Zusammenarbeit mit der Columbia University, New York. Kunsthistoriker, Kuratoren, Künstler und andere Wissenschaftler und Autoren treffen sich einmal im Jahr, um aus unterschiedlichen Perspektiven das Werk Menschen des 20. Jahrhunderts zu erforschen. Die beiden ersten Veranstaltungen fanden am 16. September 2016 und am 15. September 2017 statt.